# Franssen-Effekt
Mit Franssen-Effekt, benannt nach Nico Valentinus Franssen, wird die Beobachtung beschrieben, dass in halliger Umgebung eine Lokalisation von Schallquellen nur möglich ist, wenn es stärkere Änderungen im Schallsignal gibt und dass eine einmal bestimmte Richtung so lange als Hörereignisrichtung angenommen wird, bis wieder eine Richtungsinformation auswertbar ist.

## Versuch
Dieser Effekt kann durch folgenden Hörversuch verdeutlicht werden:
Man baue in einem größeren, etwas halligen Raum zwei Lautsprecher auf und lasse Zuhörer so Platz nehmen, dass sie sich genügend weit außerhalb des Hallradius der Lautsprecher befinden.
Man spiele in den Lautsprechern Signale mit konstantem Pegel und konstantem Spektrum vor (Schmalbandrauschen oder Einzeltöne).
Man lasse hierzu den Schall im rechten Lautsprecher hart einsetzen. Die Zuhörer werden den Schall korrekt an der Position des rechten Lautsprechers lokalisieren.
Dann blende man sehr sanft vom rechten auf den linken Lautsprecher über. Für die Zuhörer wird der Schall immer noch aus der Richtung des rechten Lautsprechers kommen. Die nun veränderte Einfallsrichtung des Direktschalls und das veränderte Reflexionsmuster scheinen vom Gehör nicht ausgewertet werden zu können.
Nun kann man zur Verwirrung der Zuhörer noch das Verbindungskabel vom rechten Lautsprecher abziehen, an der Lokalisation „rechter Lautsprecher“ wird sich nichts ändern.
Erst wenn man nun die Lautstärke stärker verändert, dann kann der linke Lautsprecher lokalisiert werden.

## Erklärung
Hintergrund für dieses Verhalten ist, dass außerhalb des Hallradius die Lautstärke des von den Raumwänden reflektierten Schalls wesentlich größer ist als der Direktschall der Lautsprecher. Somit wirkt im eingeschwungenen Zustand des Raums Schall aus allen möglichen Raumrichtungen gleichzeitig auf den Zuhörer ein, eine Richtung kann hieraus nicht bestimmt werden.
Lediglich zu Beginn des Versuchs, wenn der rechte Lautsprecher eingeschaltet wird, gibt es einen kurzen Zeitraum, in dem die Richtung bestimmt werden kann, nämlich dann, wenn bereits der Direktschall beim Zuhörer eingetroffen ist, der Schall aus den Wandreflexionen aber noch nicht. Diesen Zeitpunkt scheint das Gehör zu nutzen, die Einfallsrichtung des Schalls zu bestimmen. Und diese Richtung scheint das Gehör so lange beizubehalten, bis wieder eine Richtungsinformation auswertbar ist.
Während des sanften Überblendens zwischen den Lautsprechern überwiegt zu allen Zeitpunkten der aus allen Richtungen reflektierte Schall den Direktschall; das Gehör hat keine Möglichkeit, eine Einfallsrichtung zu bestimmen. Deshalb verbleibt auch nach dem Überblenden und dem Abziehen des Kabels das Hörereignis an der Position des rechten Lautsprechers.
Erst wenn es wieder größere Signalunterschiede gibt, so dass kurzfristig der Direktschall den reflektierten Schall überwiegen kann, kann das Gehör wieder eine verlässliche Schalleinfallsrichtung bestimmen und ordnet den Schall dann bis auf Weiteres dieser Richtung zu.